# 増田晋 (弁護士)
増田 晋（ますだ すすむ、1955年 - ）は、森・濱田松本法律事務所のパートナー弁護士であるとともに、法科大学院で教職に就く。アセット・ファイナンスを得意とする。

## 経歴
- 1974年（昭和49年）私立開成高等学校卒業
- 1980年（昭和55年）東京大学法学部卒業
- 1982年（昭和57年）弁護士登録 第二東京弁護士会所属
- 1986年（昭和61年）The University of Washington School of Law (LL.M.) 卒業。Lillick、McHose & Charles (Los Angeles) (Pillsbury Winthrop Shaw Pittman LLP) で執務（ - 1987年）
- 1987年（昭和62年）カリフォルニア州弁護士登録
- 2004年（平成16年）慶應義塾大学法科大学院講師（ - 2007年）
- 2005年（平成17年）大宮法科大学院大学教授
- 2007年（平成19年）慶應義塾大学法科大学院教授

### その他
「可動物件の国際的権益に関する条約」（ケープタウン条約）に関する起草委員（1994年 - 1998年）および日本国政府専門家代表顧問（1999年 - 2001年）、国際商業会議所 (ICC) 日本委員会「金融サービス委員会」、および「航空輸送委員会」委員（1994年 - ）、新司法試験考査委員（国際関係法（私法系））（2004年 - 2007年）

## 著作・論文

### 著作
- 『担保法大系』（金融財政、1985年）
- 『株主対策実務ハンドブック』（第一法規出版）
- 『デジタルマネーのすべて』（日経BP社、1997年）
- 『電子マネーの実務-法務・契約・会計』（新日本法規、1998年）
- 『渉外弁護士業務データファイル』（中央経済社、2000年）
- 『インターネット上の金融取引（総論）』（2004年）
- 『電子マネーをめぐる公法上の規制』（第一法規、2004年）
- 『情報ネットワークの法律実務』（2004年）
- 『ビジネス・タックス-企業税制の理論と実務-』（有斐閣、2005年）
- 『国際取引法 Cases & Materials』（有斐閣、2006年）
- 『租税法と国際私法の交錯-ケイマンのリミテッド・パートナーシップを題材として「納税者保護と法の支配 山田二郎先生喜寿記念」』（信山社、2007年）

### 論文
- 『TOB防衛手段（第三者割当増資・営業資産の譲渡）の限界に関する米国法の発展』 国際商事法務 311～313号
- 『電子マネーをめぐる私法上の諸問題』旬刊金融法務事情 1503号
- 『債権放棄による再建と主力銀行の支援』日経ビジネス 1009号
- 『電子証取引に不可欠、電子署名・認証法が成立』日経ビジネス 1046号
- 『可動物件の国際的権益に関する条約および航空機議定書の概要と仮訳』国際商事法務 Vol.30, No.7～
- 『可動物件の国際的権益に関する条約が採択される』NBL 727号
- 『可動物件の国際的権益に関する条約が採択～航空機ファイナンス・リースに朗報～』旬刊金融法務事情 1630号
- 『「組合事業に関する租税回避防止」立法の問題点』T&A master No.105
- 『租税法の解釈-レーシングカー事件』別冊ジュリスト178号『租税判例百選 第4版』
- 『映画フィルムリース事件に関する最高裁判決の検討』税理 Vol.149 No.10
- 『映画フィルムリースと航空機リースの違い』T&A master No.167
- 『事業目的の法理と最近の最高裁判決』Lexis企業法務 No.10
- 『船舶リース税務訴訟でリミテッド・パートナーシップは任意組合との高裁判断』T&A master No.204
- 『船舶リース税務訴訟で明らかにされたリミテッド・パートナーシップの法的性質と司法判断』Lexis企業法務 第2巻第5 (No.17)
- 『国際的リース取引をめぐる税務訴訟の終焉』税理 Vol.51 No.8
- 『宇宙の商業的利用-実務家の視点から』自由と正義 Vol.60 No.2

### 座談会
- 『企業の自主再建を支援する銀行と否認権』NBL 670～672号
- 『電子マネーを考える』NBL 678～679号